# 11-ячейник
| 11-ячейник | 11-ячейник                                   |
| --- | -------------------------------------------- |
| 11 полуикосаэдров с вершинами, помеченными буквами 0..9,t. Цвета граней, по которым они присоединены, указаны маленьким цветным квадратиком. |                                              |
| Type | Абстрактный правильный 4-мерный многогранник |
| Ячейки | 11 полуикосаэдров                            |
| Граней | 55 {3}                                       |
| Рёбер | 55                                           |
| Вершин | 11                                           |
| Вершинная фигура | (полудодекаэдр)                              |
| Символ Шлефли | {3,5,3}                                      |
| Группа симметрии | L2(11) (порядок 660)                         |
| Двойственный | самодвойственный                             |
| Свойства | Правильный                                   |

В математике 11-ячейник — это самодвойственный абстрактный правильный 4-мерный многогранник. Его 11 ячеек являются полуикосаэдрами. Он имеет 11 вершин, 55 рёбер и 55 граней. Его группой симметрии является проективная специальная линейная группа L2(11), так что многогранник имеет 660 симметрий. Он имеет символ Шлефли {3,5,3}.
Бранко Грюнбаум в 1977 обнаружил 11-ячейник, построив его путём соединения полуикосаэдров по три на каждое ребро, пока фигура не замкнулась. 11-ячейник был независимо открыт Коксетером в 1984, изучившего структуру и симметрии многогранника более глубоко.

## Связанные многогранники
Ортографическая проекция 10-симплекса с 11 вершинами и 55 рёбрами.
Абстрактный 11-ячейник содержит то же самое число вершин и рёбер, что и 10-мерный 10-симплекс, и содержит 1/3 его 165 граней. Таким образом, он может быть нарисован как правильная фигура в 11-мерном пространстве, хотя тогда его полуикосаэдральные ячейки косые, то есть каждая ячейка не содержится в евклидовом 3-мерном подпространстве.